# Confine tra Polonia e Slovacchia
Il confine tra la Polonia e la Slovacchia descrive la linea di demarcazione tra questi due Stati. Ha una lunghezza di 541 km.

## Caratteristiche
Il confine riguarda il sud della Polonia ed il nord della Slovacchia. Ha un andamento generale da ovest verso est.
Inizia alla triplice frontiera tra Polonia, Repubblica Ceca e Slovacchia ed arriva alla triplice frontiera tra Polonia, Slovacchia ed Ucraina.
Il confine è situato lungo i monti Beschidi, gruppo montuoso dei Carpazi.
In Polonia sono interessati al confine i seguenti Voivodati (da ovest verso est):
- voivodato della Slesia
- voivodato della Piccola Polonia
- voivodato della Precarpazia.

In Slovacchia si trovano lungo il confine le seguenti regioni:
- regione di Žilina
- regione di Prešov